# Algodonales
Algodonales település Spanyolországban, Cádiz tartományban. Algodonales El Coronil, El Gastor, Olvera, Puerto Serrano, Zahara de la Sierra, Prado del Rey, Villamartín és Coripe községekkel határos. Lakosainak száma 5443 fő (2024).

## Népesség
A település lakosságának változását az alábbi diagram mutatja:
| Lakosok száma | 5612 | 5650 | 5706 | 5732 | 5800 | 5677 | 5650 | 5550 | 5526 | 5443 |
|               | 2001 | 2004 | 2006 | 2009 | 2011 | 2014 | 2016 | 2019 | 2021 | 2024 |